# Эррио, Эдуар
Эдуа́р-Мари́ Эррио́ (фр. Édouard Marie Herriot; 5 июля 1872, Труа — 26 марта 1957, Сен-Жени-Лаваль, департамент Рона) — французский политик и государственный деятель, лидер партии радикалов и радикал-социалистов, писатель

, историк, публицист, академик.

## Биография
Эдуар Эррио родился в офицерской семье, имевшей крестьянские корни. Окончил Высшую Нормальную школу, с 1900 года занимает должность профессора филологии в Лионе. В 1905 году избирается мэром Лиона и остаётся им бессменно до самой смерти, за исключением времени, когда Франция была оккупирована немцами.
В 1919 году Эдуар Эррио избирается председателем партии радикалов. С 1916 года неоднократно входил в правительство Франции и занимал ответственные посты:
- министр общественных работ, транспорта и снабжения (1916—1917)
- премьер-министр и министр иностранных дел (1924—1925)
- председатель палаты депутатов (1925—1926)
- премьер-министр (1926)
- министр народного образования (1926—1928)
- премьер-министр (1932)
- государственный министр ряда правительств (1934—1936)
- председатель палаты депутатов (1936—1940)

Первый кабинет Эррио (правительство «Картеля левых») установил в 1924 году дипломатические отношения с СССР, а также отказался от дальнейшей оккупации Рура, накалявшей обстановку в Германии. Второе правительство Эррио в 1926 году провело школьную реформу, издав закон о создании единой и бесплатной школы. Третье правительство Эррио заключило с СССР в 1932 году договор о ненападении. Радикальная партия, во главе которой стоял Эдуар Эррио, приняла участие в создании Народного фронта, целый ряд законов Народного фронта был принят палатой депутатов под председательством Эдуара Эррио в 1936 году. Эррио выступал против Мюнхенского соглашения 1938 года, за создание коллективной системы европейской безопасности с участием СССР. Однако в целом политика Эдуара Эррио в этот период была непоследовательной. В партии он возглавлял правоцентристское крыло, во время его председательства палата депутатов лишила мандатов коммунистов (1939).
В годы Второй мировой войны, после оккупации Франции немецкими войсками, практически не занимается политикой (до 1942). В 1942 году отправляет маршалу Петену, главе вишистского режима, письмо с протестом по поводу отмены конституционных свобод, в результате чего был подвергнут домашнему аресту. В августе 1944 года отклонил предложение Пьера Лаваля возглавить «переходное» марионеточное правительство. Вскоре после этого был выдан вишистами немцам и отправлен в Германию. Освобождён Советской Армией в апреле 1945 года.
О его освобождении из лагеря в Бабельсберге командующий 4-й гвардейской танковой армии генерал Лелюшенко писал:

Освободила Эдуарда Эррио 2-я рота автоматчиков из 63-й гвардейской Челябинской танковой бригады под командованием лейтенанта Витольда Станиславовича Езерского. Ему сообщила о пребывании в лагере крупного французского политического деятеля сталинградка Тамара Прусаченко, находившаяся в этом же лагере. Рота автоматчиков приняла бой, перебила охрану….Самоотверженные действия наших воинов помешали фашистам увезти бывшего премьер-министра Франции в другой лагерь, на что имелось уже специальное распоряжение Гитлера.
Танкисты накормили супругов Эррио обедом, дали машину и с охраной направили в штаб фронта для отдыха и последующего отъезда на родину. В разговоре с гвардейцами Эррио сердечно благодарил их, записал адрес своего освободителя и обещал написать ему по возвращении во Францию. Слово он сдержал.

Вернувшись во Францию, Эдуар Эррио снова стоит во главе лионского муниципалитета, а в 1947 году возглавил Национальное собрание Франции:
- председатель (1947—1954)
- почётный председатель (1954—1957)

Начиная с 1953 года, выступает за левую ориентацию Радикальной партии, борется против политики раскола Европы на враждебные военные группировки, против ремилитаризации Западной и Восточной Германии, против создания Европейского оборонительного сообщества. В 1955 году Эдуару Эррио была присуждена Международная премия Мира.
С 1946 года Эдуар Эррио — член Французской академии. Написал большое количество печатных работ, где выступает как историк, писатель, музыкальный и художественный критик.
Всю свою жизнь Эдуар Эррио был другом России и СССР, как политик выступал за дружбу между Францией и Советским Союзом. Посетил СССР в 1922, 1933 и в 1945 годах, деятельно сотрудничал в Обществе франко-советской дружбы. Незадолго до своей смерти он писал: Я был другом русских. Наша дружба не была чем-либо омрачена, хотя я ни в коей степени не являюсь коммунистом… Но я считаю, что наша дружба с Советским Союзом необходима для поддержания прочного мира. В августе 1933 года посетил СССР, по окончании поездки заявив, что все сообщения о голоде на Украине являются большой ложью и выдумкой нацистской пропаганды. По некоторому мнению, эти его слова «тогда сбили с толку многих обывателей на Западе».

## Сочинения
- La Russie nouvelle. — Paris, 1922.
- Lyon pendant la guerre. — Paris, 1925.
- Восток.— М., 1935
- Из прошлого. Между двумя войнами. 1914—1936. — М., 1958.
- Жизнь Бетховена.— М., 1959
- Жизнь Бетховена.— М., 1960
- Эпизоды. 1940—1944. — М., 1961.
- Жизнь Бетховена.— М., 1968
- Жизнь Бетховена. — М., 1975